# Hutton Roof (South Lakeland)
Pour les articles homonymes, voir Hutton.
Hutton Roof est un village et une paroisse civile de Cumbria, situé dans le nord-ouest de l'Angleterre.